# Monte Kali
 (mars 2025).
Monte Kali (« Kali » étant le nom usuel de la potasse en allemand) est un terril de sel,  composé pour 96 % de chlorure de sodium, situé à Heringen, dans le Land de Hesse en Allemagne. C'est le plus grand et plus haut terril issu de l'exploitation de la potasse. Ses dimensions atteignent 250 mètres de hauteur, 1 100 mètres de longueur et 700 mètres de largeur pour une surface de 55 hectares, représentant une masse estimée à 150 millions de tonnes, à laquelle s'ajoutent quotidiennement 20 000 tonnes de déchets de l'exploitation.